# Mabel Taylor
Mabel Caroline Taylor, później Brummel (ur. 7 grudnia 1879 w Cincinnati, zm. 1 lipca 1967 w Chicago) – amerykańska łuczniczka, uczestniczka olimpijska z igrzysk w 1904 roku. 

## Życiorys
Podczas igrzysk olimpijskich rozgrywanych w Saint Louis zajęła dwukrotnie 5. miejsce w konkurencjach Double National Round i Double Columbia Round.
W wcześniejszych źródłach podawano, że wraz z Emmą Cooke zdobyła również srebrny medal w rywalizacji drużynowej. Obecnie MKOl wykazuje tylko złoty medal w tej konkurencji.
Jej siostra Leonie Taylor również była łuczniczką, medalistką olimpijską.